# チント・エウガーネオ
チント・エウガーネオ（伊: Cinto Euganeo）は、イタリア共和国ヴェネト州パドヴァ県にある、人口約1,900人の基礎自治体（コムーネ）。

## 地理

### 位置・広がり

#### 隣接コムーネ
隣接するコムーネは以下の通り。
- バオーネ
- ガルツィニャーノ・テルメ
- ロッツォ・アテスティーノ
- ヴォー

### 気候分類・地震分類
チント・エウガーネオにおけるイタリアの気候分類 (it) および度日は、zona E, 2421 GGである。
また、イタリアの地震リスク階級 (it) では、zona 3 (sismicità bassa) に分類される。

## 行政

### 分離集落
チント・エウガーネオには、以下の分離集落（フラツィオーネ）がある。
- Cinto Euganeo, Faedo, Fontanafredda (sede comunale), Valnogaredo